# Nobreza

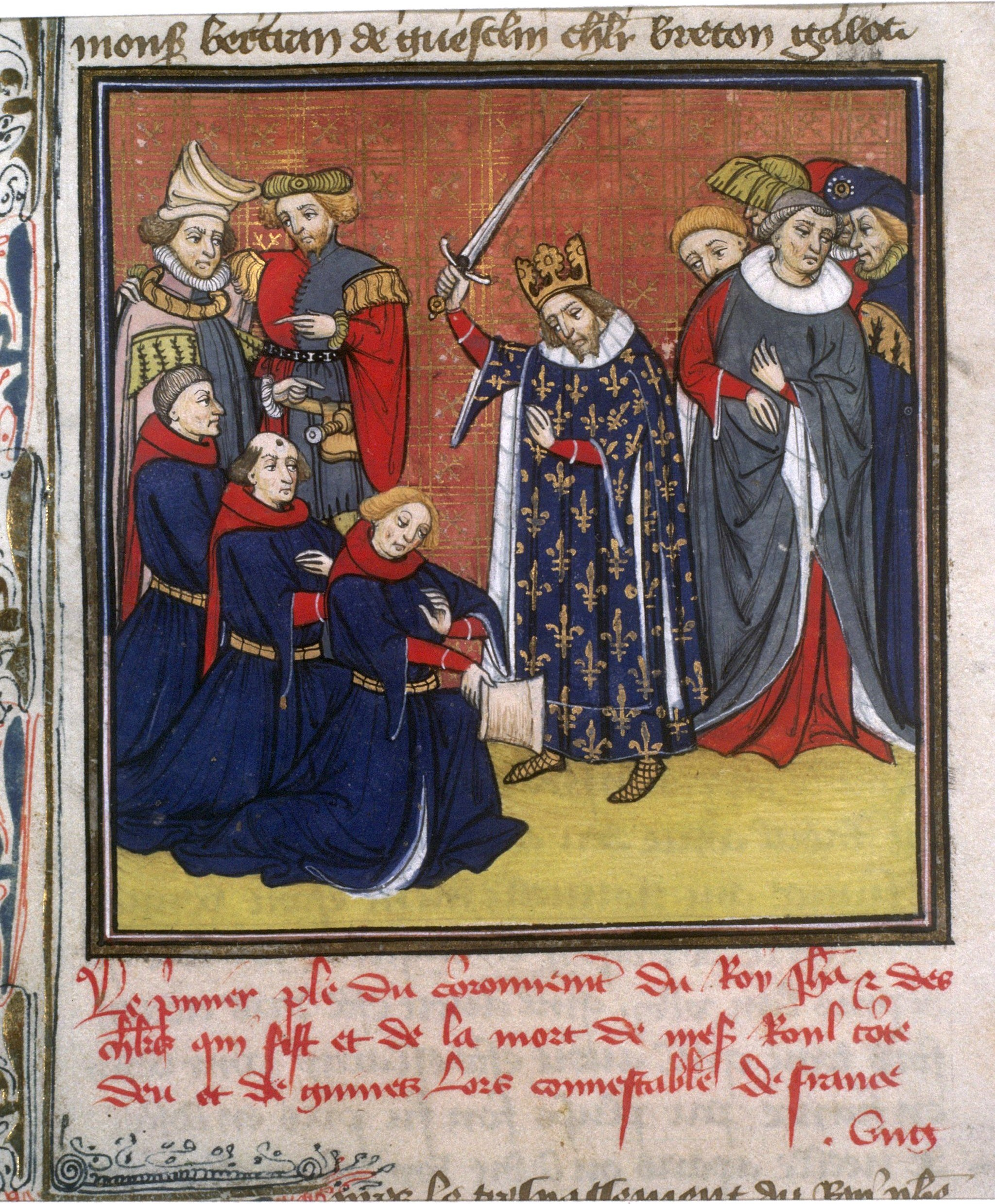
João II da França ordenando cavaleiros. A ordenação era um dos mais importantes meios de admissão à nobreza na Idade Média.

Nobreza é um conceito de grande antiguidade, cujos significado e atributos variaram muito ao longo do tempo e nas diferentes regiões do mundo. De maneira geral, representa o estamento superior das sociedades hierárquicas, um análogo mas não um sinônimo de aristocracia, estando associada em graus variáveis à riqueza, ao poder, ao domínio da propriedade, ao prestígio, à notoriedade, ao pertencimento a uma família antiga e ilustre, à posse de privilégios variados negados às outras classes, e se articulando como um grupo social mais ou menos fechado.
Enquanto que na Antiguidade a nobreza parece ter sido qualidade volátil e circunstancial, dependente de um reconhecimento mais social do que jurídico, assim como da capacidade de liderança, a partir da Idade Média, quando se forma a nobreza como ela se tornou mais conhecida no Ocidente, passou a ser regida por leis rigorosas e tornou-se transmissível de maneira sistematicamente hereditária, valorizando cada vez mais títulos nobiliárquicos específicos. Ao mesmo tempo, a nobreza se dividiu em duas grandes categorias: a nobreza de origem feudal e militar, e a nobreza de origem cívica, grupo muito heterogêneo que conforme o local assumiu o nome de patriciado, alta burguesia ou simplesmente nobreza cívica.
Em termos mais amplos, nobreza pode se referir a uma qualidade positiva de caráter espiritual, moral, intelectual ou mesmo físico, atribuível não apenas ao homem mas também, em certas culturas, a animais, plantas, pedras preciosas, lugares e outros objetos revestidos de dons ou prestígio.

## Antiguidade
Sociedades com uma hierarquia definida e dominadas por uma classe superior detentora de privilégios provavelmente já existiam em remotos tempos pré-históricos. Há boas evidências indicando que em civilizações mediterrâneas pré-gregas um conceito de nobreza de certas formas comparável ao que se tornou popular no ocidente já estava bem definido, existindo um rei governante e uma classe superior rica e poderosa que vivia em palácios, embora seja difícil determinar como ela se distinguia das outras e como essas sociedades funcionavam. Ao que parece seu poder estava ligado essencialmente à capacidade de reunir e comandar milícias armadas, uma capacidade indispensável para assegurar a conquista e a conservação de territórios e cidades e dos seus meios econômicos, e há um largo consenso de que este traço militarista estava presente já na elite dos antigos povos indo-europeus. Desde muito cedo a nobreza se vinculou ao domínio masculino das sociedades.

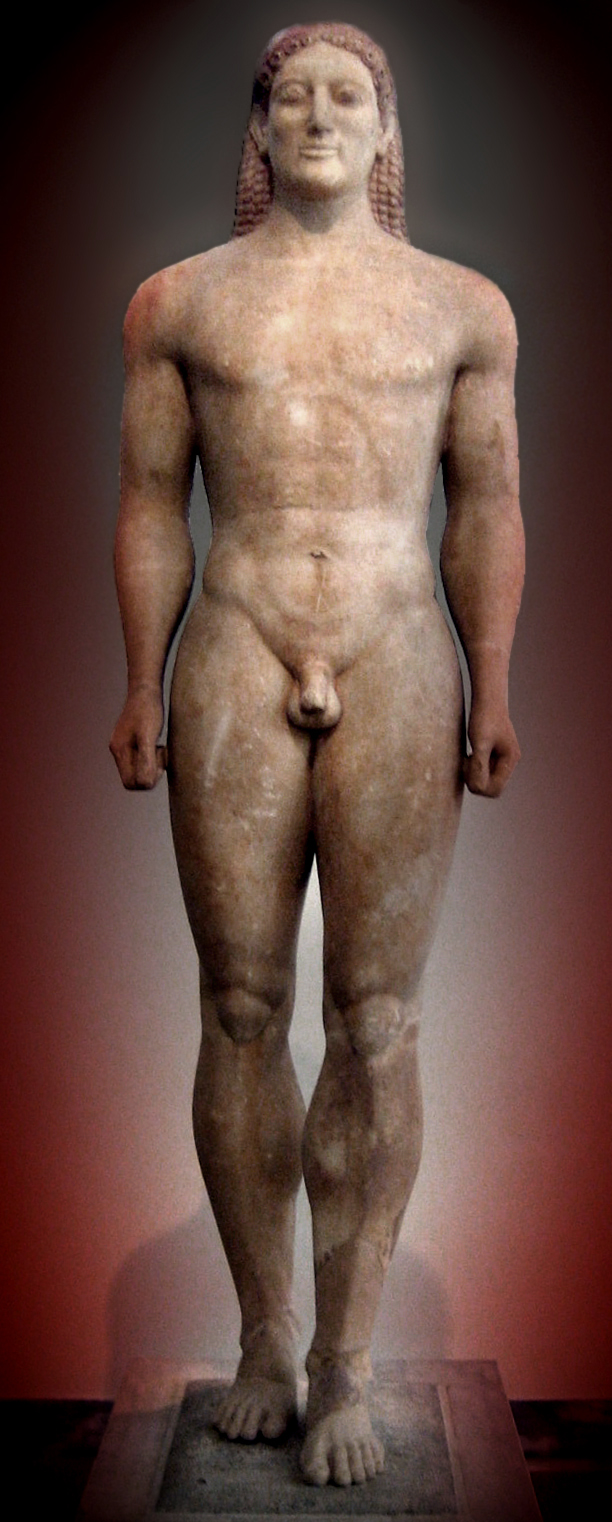
O Kouros Kroisos, c. 530 a.C.

Homero, na Grécia Antiga, refere que na Idade Arcaica uma nobreza era a classe dominante, e novamente o domínio de uma elite militar sobre a sociedade transparece na poesia arcaica, prestigiando valores como o heroísmo, a bravura na batalha, a capacidade de sofrer sem queixas, o desejo de aventura e de realizar feitos gloriosos, cuja fama se perpetuaria pelas gerações futuras e pelos quais os homens se aproximariam dos deuses. Formava-se uma ética peculiar cercada de fortes tradições e ritualismo, sintetizada no conceito de aretê (virtude), e expressa em maneiras próprias de afirmação social da virtude, mas também do poder e da riqueza, onde se incluía a agregação de uma clientela, para a qual o nobre servia como protetor e dispensador de benesses em troca de fidelidade, de obediência e da prestação de serviços. Por outro lado, na Grécia Arcaica foi articulado o conceito de aristocracia, significando a classe dos melhores, dos capazes de exercer bem o poder, e que se opunha à tendência à tirania, à crueldade e ao passionalismo observada nas culturas guerreiras mais antigas. A aretê aristocrática encontrou um importante meio de expressão plástica na estatuária, através da figura do kouros, um jovem atlético e nu, cuja beleza, confiança e vigor espelhavam suas virtudes morais e espirituais.
Contudo, ainda que os aristocratas seguramente tivessem privilégios legais variados, não parece ter havido nenhum movimento para regulamentar a classe como uma entidade coesa e definida, sendo a nobreza uma qualidade muito mais social do que jurídica, e tampouco a hereditariedade parece ter sido condição suficiente ou mesmo necessária para seu reconhecimento, embora provavelmente fosse importante num contexto amplo. A riqueza, a posse de um patrimônio fundiário expressivo, o mérito e a virtude pessoais, mas sobretudo o prestígio social e um estilo de vida luxuoso e ocioso, provavelmente foram os critérios mais centrais, e por conseguinte, a nobreza era qualidade bastante frágil, fluida, e podia ser facilmente perdida. Além disso, a classe aristocrática não parece ter tido uma estratificação interna significativa em termos essenciais, embora circunstancialmente alguns fossem mais poderosos que outros, principalmente porque não havia instrumentos nem uma autoridade fortemente centralizada capazes de conferir graus diferenciados de nobreza, como viria a ocorrer na Europa medieval. De qualquer forma, o conhecimento da sociedade arcaica é bastante limitado, e ainda existe muita controvérsia sobre as características e costumes de suas classes.
A partir do século V a.C., a passagem de uma cultura agrária ou semiagrária para uma cultura fortemente urbanizada, junto com a ascensão de valores humanistas e civilizatórios, propiciaram importantes avanços sociais e redefiniram a aristocracia. Influentes mitos religiosos, como os que definiam o culto de Apolo, enfatizavam a moderação, o equilíbrio, o conhecimento e a razão, e reprimiam as emoções desmedidas, a barbárie, a belicosidade gratuita, o orgulho e o excessivo desejo de glória, valores que encontraram uma formulação poderosa no Período Clássico através da contribuição dos filósofos, dos cientistas e dos democratas, que acrescentaram à aretê, antes fundamentada principalmente sobre a coragem, os conceitos de justiça, prudência e sabedoria.

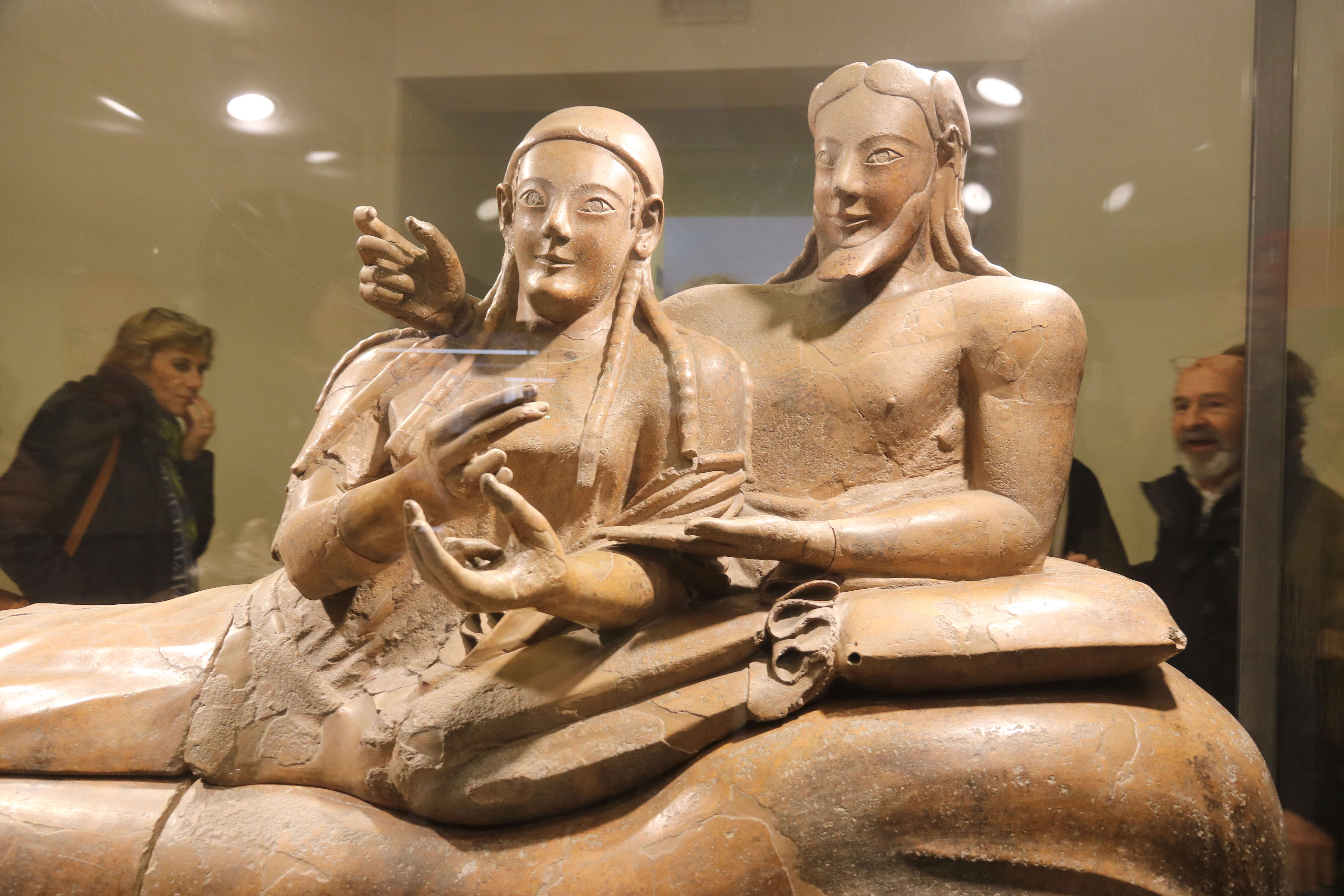
Detalhe do Sarcófago dos Esposos, retratando membros da elite etrusca, século VI a.C.

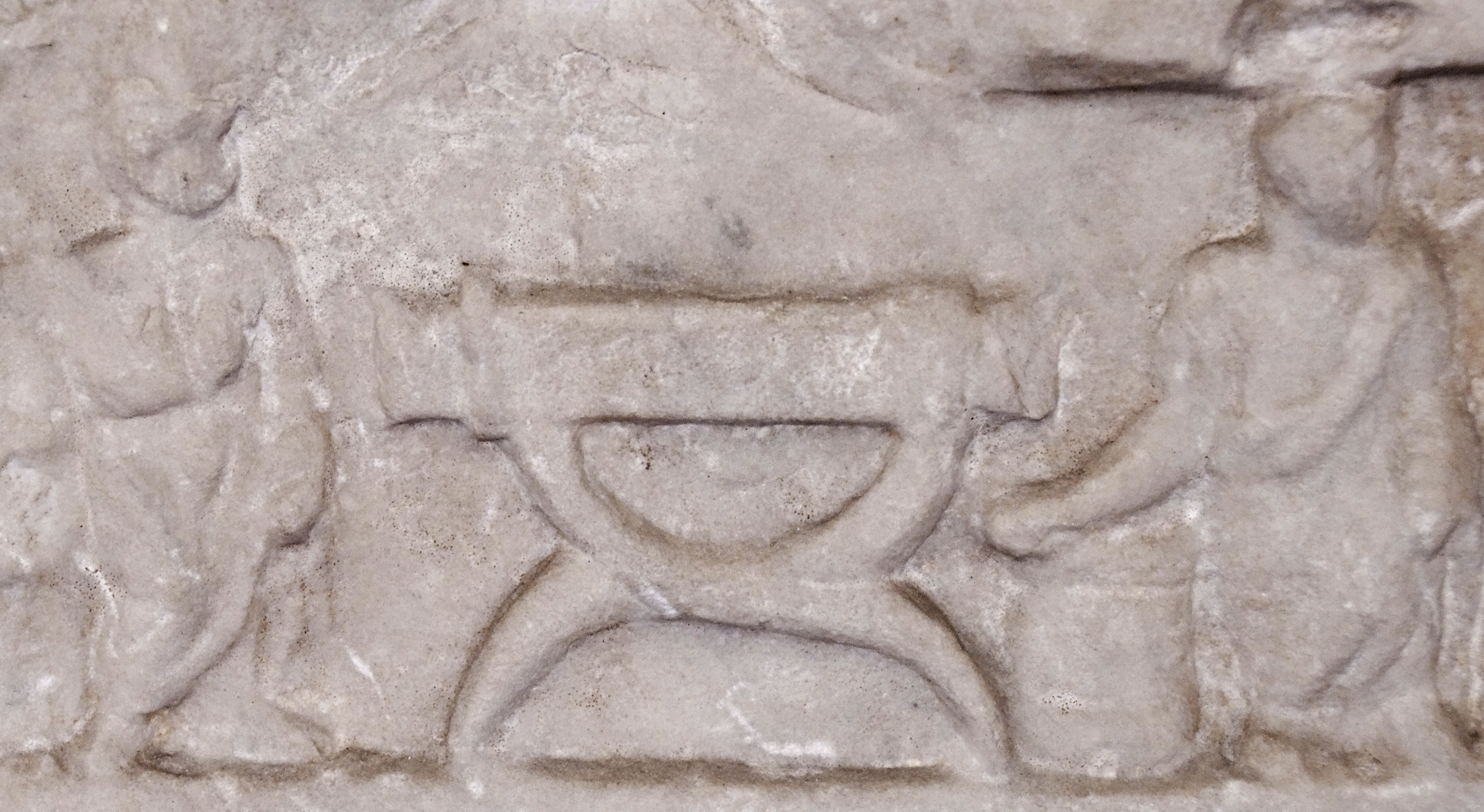
Uma cadeira curul, símbolo de autoridade entre os romanos

Muitas tradições da Grécia Arcaica foram importadas pelos etruscos, e embora pouco se conheça sobre sua sociedade, aparentemente ela tinha uma aristocracia governante, composta por oficiais e membros de famílias ricas e influentes. Os etruscos chegaram a governar a primitiva Roma como reis, e seus costumes foram largamente absorvidos pelos romanos. No entanto, em Roma acabou se formando uma tradição diferenciada. Sua aristocracia primitiva era representada pelo patriciado, classe que alegava descendência dos fundadores de Roma. Durante o período monárquico detiveram muitos privilégios e os principais cargos oficiais, e em geral tinham prestígio e riqueza, mas o critério central de pertencimento era a noção de parentesco, seja pelo sangue, casamento ou adoção, seja pela agregação de homens livres ao clã (gens) como clientela. Os membros da gens compartilhavam de um mesmo estatuto, sem hierarquização interna, de um mesmo nome gentilício, herdado via patrilinear, e de tradições específicas ligadas a mitos de origem e cultos religiosos particulares.
Com a rápida equiparação de muitas gentes plebeias às patrícias em termos de influência política e riqueza, no período republicano surgiu uma nova definição de aristocracia, baseada no conceito de nobilitas, que estava vinculado à notoriedade social, à posse dos direitos de cidadania e sobretudo ao exercício da virtude cívica, sendo atribuível a plebeus na condição de que suas famílias tivessem tido acesso ao consulado ou a alguma outra magistratura curul que detinha poder de imperium, ou seja, de comando (civil ou militar). Contudo, a nobilitas da plebe não parece ter sido herdável automaticamente de maneira sistemática como a nobreza do patriciado, ou pelo menos não perdurava por muito tempo se a tradição de envolvimento ativo com a política fosse abandonada. Durante o período imperial a preservação dessa qualidade, tanto entre os plebeus como entre os patrícios, passou a depender fortemente do apoio do imperador, seja através da concessão de magistraturas, seja através de benesses e outros privilégios. Num povo conquistador como o romano, o caráter militar da nobilitas foi enfatizado, junto com associações religiosas que revestiam a virtude cívica e militar, bem como a honra e a vitória, de qualidades semidivinas que corroboravam o poder temporal. No reinado de Augusto o acesso dos plebeus às altas magistraturas foi limitado, e a nobilitas foi condicionada à posse de pelo menos um milhão de sestércios, subordinando rigorosamente a hereditariedade à riqueza. Constantino o Grande acelerou a dissolução da antiga aristocracia romana, atribuindo a maioria dos principais cargos a homens de sua confiança, independentemente de sua origem.

## Idade Média
A transição do período tardo-imperial para a Alta Idade Média foi marcada por uma série de invasões da região latina por povos bárbaros de origem escandinava, eslava, celta e germânica. Os povos germânicos foram um dos mais bem-sucedidos, vindo a produzir uma série de reis da Itália após a queda do Império Romano do Ocidente. Para os germânicos nobreza significava principalmente um estatuto de homem livre associado ao valor militar e à capacidade de reunir um exército para afirmar o poder político e garantir a posse de territórios. Esses valores foram logo fundidos à antiga nobilitas romana, resultando que a nobreza da primeira Idade Média estivesse firmemente calcada sobre o desempenho de altos cargos públicos, mas principalmente sobre a riqueza, a posse da terra e o comando militar, considerados os sinais mais distintivos de supremacia social. Nessa transformação o enfraquecimento da antiga conexão romana da nobreza com a hereditariedade gentílica foi muito acentuado.
Com uma alta mobilidade social neste período, e com a multiplicação de reinos e senhorios bárbaros com tradições distintas, o conceito de nobreza se tornou cada vez mais vago e variável regionalmente, mas a influência germânica foi determinante para a divisão da sociedade medieval em três grandes ordens: os bellatores (guerreiros e cavaleiros), os oratores (religiosos), e os laboratores (camponeses, servos e população trabalhadora), consagrada com a formação do sistema feudal a partir do século V e com a fundação do Império Carolíngio no século IX, que introduziu costumes germânicos em grande parte da Europa e por um breve período pôde exercer um controle centralizado efetivo em seu grande território.

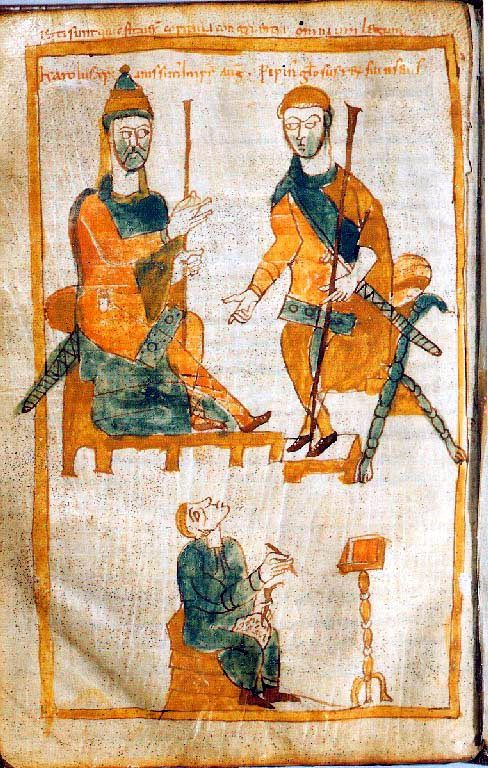
Carlos Magno, Pepino e um ministerial

O feudalismo continuou a tradição dos senhorios de fundamento militar e clientelista, com o diferencial de ser uma ordenação garantida e definida por um crescente corpo jurídico, num contexto eminentemente descentralizado e agrário, desenvolvido através da maciça ruralização da sociedade ocorrida após o esfacelamento do Império Romano, e da erosão de um poder central forte seguinte à fragmentação do Império Carolíngio, cujos herdeiros tentaram continuamente e com muito pouco sucesso controlar os nobres regionais. A base de relacionamento entre senhores e servos era o domínio, onde os senhores controlavam as terras a partir de seu poderio militar, privatizando grande parte do poder público e suas instituições, inclusive nas vilas e cidades dos seus feudos, impondo aos servos todos os trabalhos braçais, a obrigação de servir nas milícias quando fossem requisitados, um vínculo em caráter de semiescravidão, e uma série de impostos e taxas. Em troca, os senhores ofereciam proteção e defesa à população diante de ataques externos e ocasionalmente lhe concediam benefícios, como o perdão de dívidas, o direito de manter feiras e alguma participação nas rendas das terras produtivas e das manufaturas.
Os senhores feudais constituíram grande parte da nova nobreza, mas não eram seus únicos membros. O feudalismo em sua formulação clássica levou séculos para se firmar como sistema dominante na Europa, e nos seus inícios o conceito de nobreza ainda permanecia bastante vago, podendo ser considerados nobres aqueles que fossem homens livres, que detivessem a posse de algum alódio, que fossem ricos, que pertencessem aos estratos superiores do clero (cônegos, bispos e seus delegados), os magistrados, ou os que prestassem serviços aos senhores, reis ou ao imperador como oficiais administrativos, castelãos, mordomos, capitães militares ou servidores pessoais. A prestação de serviços relevantes em geral conduzia a uma agregação oficial à hierarquia senhorial mediante uma cerimônia de ordenação, onde eram prometidos homenagem, obediência, fidelidade e auxílio militar e financeiro ao senhor através de um juramento solene. Com isso o servo ou cliente se tornava um vassalo, e muitas vezes isso significava a investidura paralela em um feudo subordinado. Muitos cônegos e invariavelmente todos os bispos se tornaram senhores de feudos, e a maioria da elite militar acabou sendo agregada à nobreza como cavaleiros. Este sistema introduziu uma progressiva estratificação dentro da nobreza, com vários graus diferentes de prestígio e poderio, expressos nos vários títulos nobiliárquicos diferentes que começaram a ser usados (príncipe, duque, conde, senhor, ministerial, valvassore, barão, condestável, senescal, mordomo do palácio e muitos outros), e foi a base inicial da formação da noção moderna de nobreza. No século IX começa a se tornar novamente importante a pertença a uma família antiga e ilustre.

## Fundação da nobreza moderna

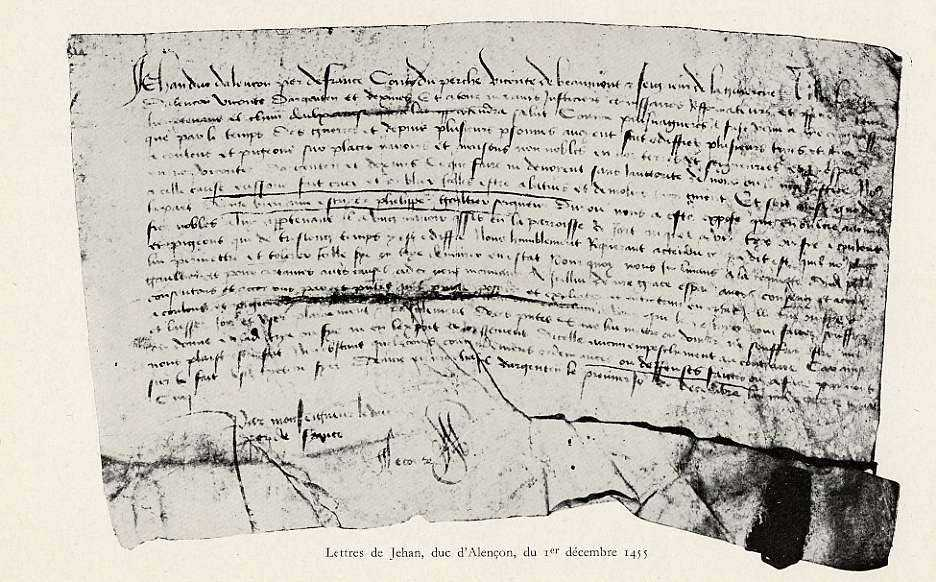
Carta-patente confirmando a nobreza de Jean, Duque de Alençon, 1º de dezembro de 1455

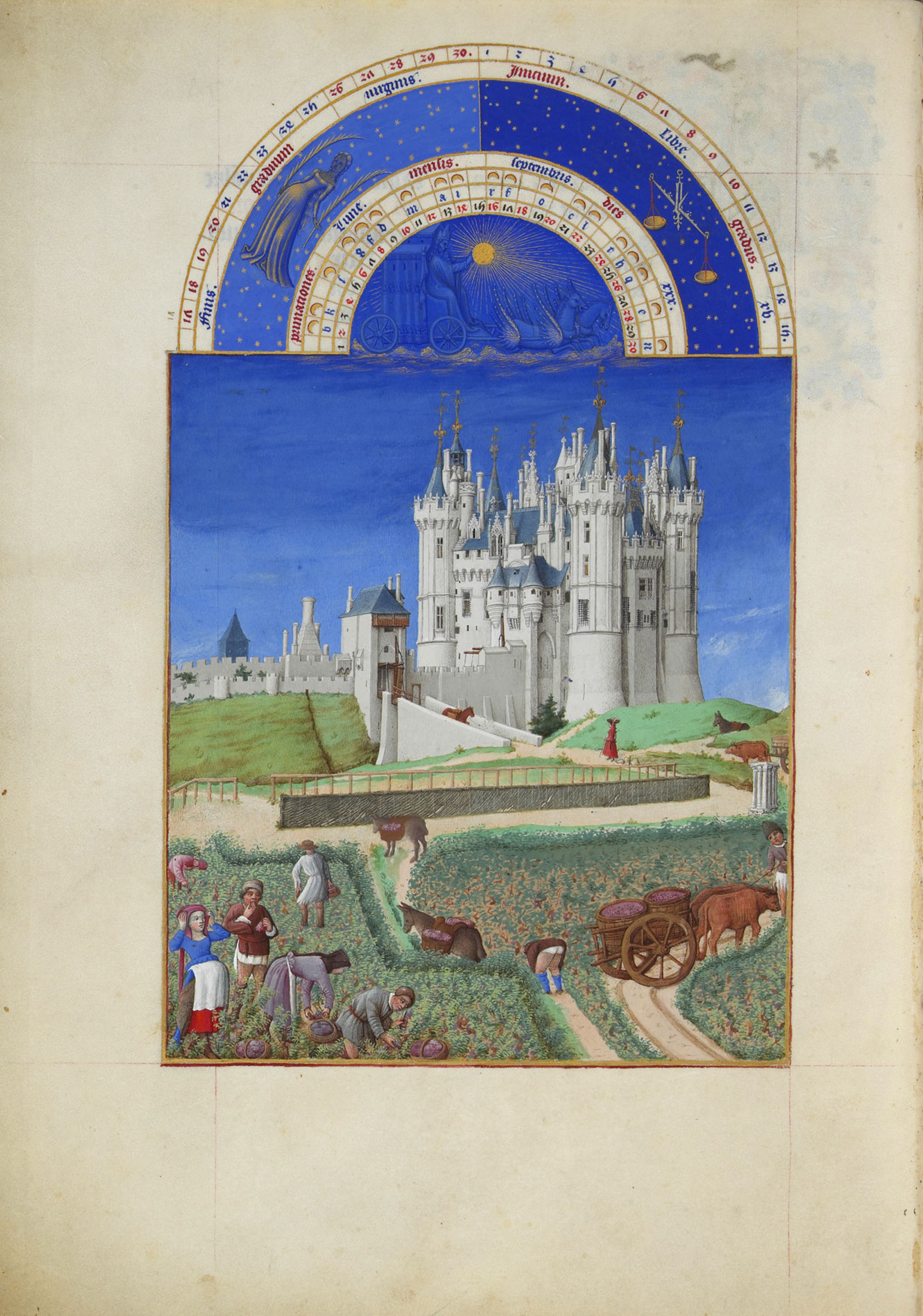
O castelo senhorial dominando a paisagem medieval, iluminura nas Très Riches Heures du Duc de Berry, c. 1410

Com a consolidação do feudalismo entre os séculos XII e XIII, cristalizou-se a concepção moderna de nobreza, dependente de uma outorga régia ou senhorial, firmada juridicamente, transmissível hereditariamente, em geral por via masculina, e portadora de uma cultura e um estilo de vida peculiares. Segundo Donati,
"A mudança se nota a partir do fim do século XII, graças a uma série de fatores concomitantes: a compilação dos costumes, ou seja, o recolhimento e registro dos direitos consuetudinários das diferentes regiões, onde a ideia de uma nobreza juridicamente definida com base no nascimento (sangue) encontrou uma primeira manifestação orgânica; a introdução por parte das monarquias das cartas-patentes de nobreza, com as quais se conferia um estatuto privilegiado a pessoas que se distinguissem no serviço régio; a divulgação das obras de Aristóteles, especialmente a Política, de onde se extraiu a identificação da nobreza com a descendência de ancestrais ilustres e ricos; a popularização da literatura genealógica e a moda dos poemas cavaleirescos. Estes poemas foram, por sua vez, a manifestação daquilo que muitos estudiosos consideram o fator decisivo da transformação do século XII, ou seja, a difusão e a formalização dos ritos de cavalaria através dos quais [...] a nobreza encontrou um modo de se autodefinir no plano jurídico como uma classe militar, animada por valores e ideais comuns, e dotada de privilégios transmissíveis à sua descendência".
Nesta época, a servidão estava generalizada entre a população plebeia, embora nunca chegasse a ser total. A relativa estabilidade do sistema, notáveis progressos nas técnicas agrícolas e produtivas e uma significativa reurbanização propiciaram uma fase de maior prosperidade econômica e um importante florescimento cultural e artístico. O militarismo da nobreza continuava forte, mas o retorno ao estudo dos clássicos e a reapreciação de seus valores humanistas, a formação de uma sofisticada cultura cortesã, além de uma influência da piedade cristã, contribuíram para abrandar em certa medida a costumeira brutalidade e os frequentes abusos inerentes à imposição forçada do poder senhorial, articulando um código de ética idealista, que pregava a propaganda da religião e a luta contra os infiéis, a defesa dos fracos e oprimidos, dos órfãos e doentes, das viúvas e donzelas, e a preservação dos valores de honra, lealdade, virtude, caridade, cortesia e heroísmo, código tornado famoso pela sua adoção e difusão em larga escala pelos cavaleiros e cruzados e presente até hoje na cultura de massa através de filmes e romances. Na descrição de Tabacco,

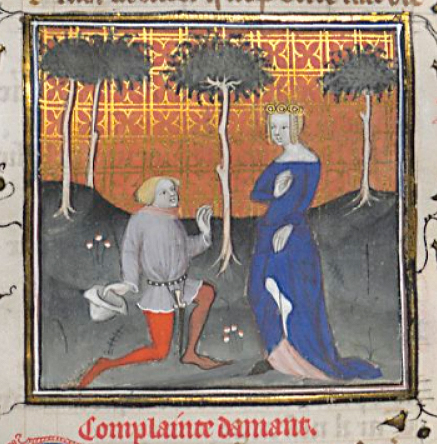
O amante cortês e sua dama, no manuscrito de Le Louange des Dames de Guillaume de Machaut, século XIV

"Emerge agora, perdurando por séculos, um contraste interno no ethos feudal-cavaleiresco, por natureza todo alheio à tensão assinalada entre a ostentação dos valores militares e a tentativa eclesiástica de sua idealização a fim de torná-los compatíveis com a moral cristã. O contraste não se estabelecia somente entre os dois códigos de comportamento em relação aos outros grupos sociais, mas no interior do conceito elitista de vassalos e cavaleiros, onde por um lado persistia a exigência de um vigor viril fora do comum, e de outro se introduzia uma conotação de delicadeza e gentileza de modos e de sensibilidade, apta para diferenciar a feudalidade e a cavalaria dos populares. No confronto com os clérigos a diferença de qualidades assume uma outra cor. Aqui não se tratava de contrapor a delicadeza à brutalidade, mas de colocar em confronto duas culturas de elite divergentes: a ideologia do refinamento e do amor cortês — com a ascensão dos temas da devoção e da homenagem feudal, enobrecidos pela sua intensidade — e a ideologia do ascetismo espiritual e dos êxtases místicos de antiga tradição. Não faltaram, é verdade, sendo ambas culturas erguidas sobre bases literárias, algumas variações nas formas expressivas, mas o mundo da graça toda humana que os poetas das cortes cantavam permanece sempre oposto ao mundo grave das inquietações religiosas celebradas pelos sacerdotes e ascetas. Toda a aristocracia de tradição militar, em todas as gamas de seus estratos, acabou por definir-se, com essa complexidade de conotações feudais e cavaleirescas, como um alto estamento hereditário que deu o tom a grande parte da civilidade europeia entre o fim do século XII ao fim do XVIII".

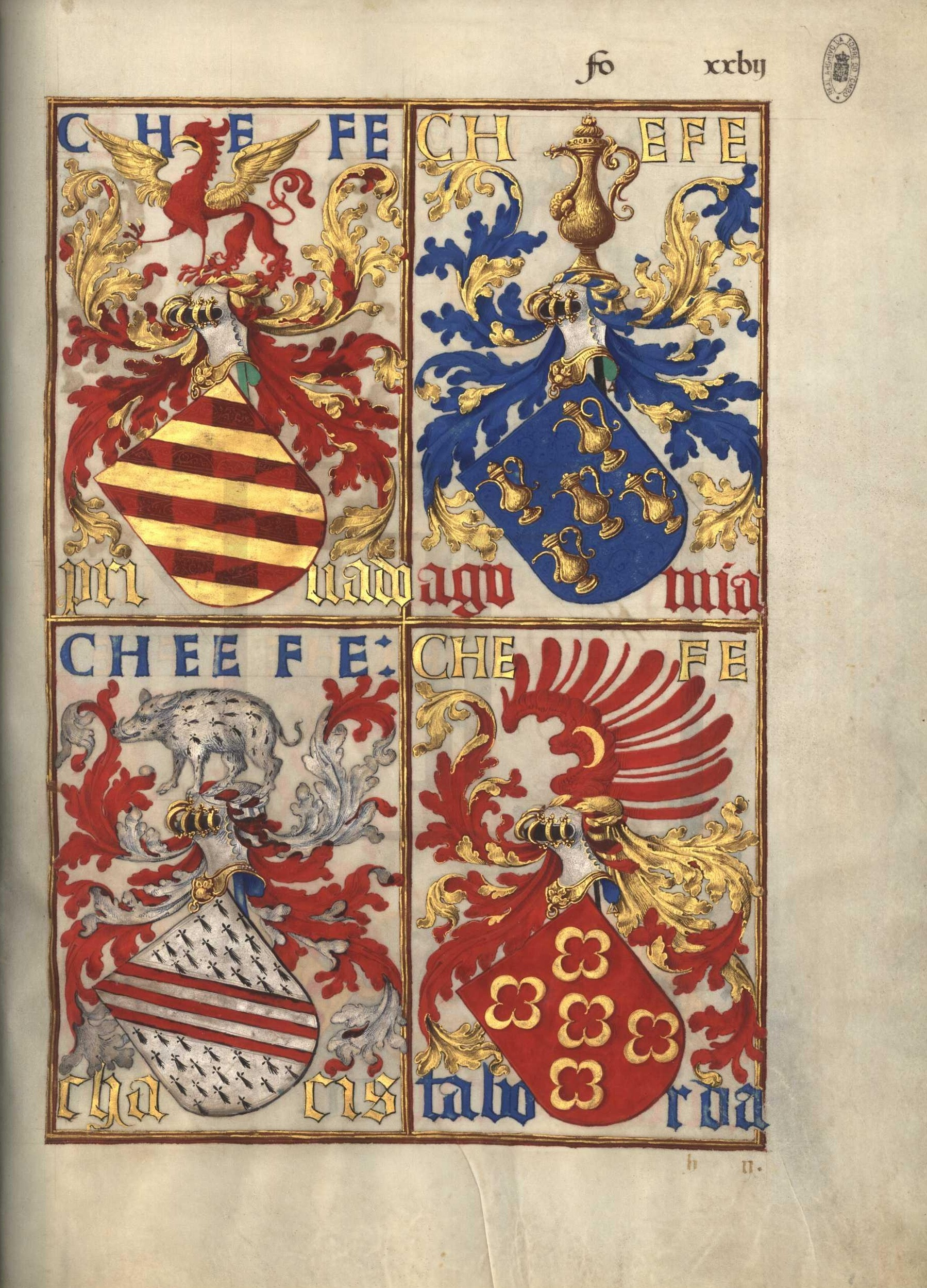
Página do celebrado armorial português Livro da Nobreza e Perfeiçam das Armas, c. 1521-1541

Nesta mesma época se articula e codifica a heráldica, uma requintada linguagem de identificação visual de indivíduos ou famílias nobres na forma de brasões, compilados em armoriais, que logo ganharam tanta aceitação que passaram a ser adotados também por plebeus, clérigos, instituições, irmandades, mosteiros e conventos, corporações de ofícios, cidades, Estados e empresas, constituindo uma moda, uma ciência e uma arte continental que ainda hoje continua plenamente viva.
Apesar da vasta difusão da heráldica entre as classes plebeias, ela permanece até hoje fortemente associada à nobreza, sendo, de fato, uma prática adotada pelos plebeus principalmente tendo em vista seu prestígio entre os nobres, tomados como referência pela população em geral em suas aspirações de ascensão social num tempo em que a sociedade era fortemente hierarquizada. Segundo Nicolas Vernot, "essa capacidade dos brasões de expressarem prestígio, riqueza e bom gosto os tornou atraentes e úteis para quem quer que, sem ser um príncipe ou um nobre, precisasse afirmar algum grau de preeminência social dentro de sua comunidade". Mas nenhuma outra classe como a nobreza demonstrou um uso tão sistemático de armas ou foi tão preocupada com esse assunto, fazendo parte da sua identidade e discurso mais essenciais, enlaçando-a com a preservação da memória ilustre da família, e sendo um instrumento fundamental para afirmar suas pretensões de supremacia social. Por outro lado, a heráldica serviu como uma arena de disputas simbólicas entre a nobreza e a plebe. A armaria plebeia introduziu uma grande variedade de imagens e figuras associadas a valores burgueses como competência profissional, conhecimento técnico, integridade, ordem e constância, e aos ofícios mecânicos como a agricultura, a indústria e o comércio, que em geral eram tidos como indecorosos pela nobreza. Essas figuras e símbolos novos foram usados pelos plebeus em seus brasões para seu empoderamento político e social frente à nobreza, afirmando a dignidade e a utilidade pública de suas profissões, e reivindicando visivelmente que seus valores e méritos também mereciam reconhecimento.

## A nobreza cívica
Os contínuos abusos da nobreza militar sobre a população desencadearam desde tempos remotos ondas mais ou menos bem-sucedidas de contestação e revolta. Ao mesmo tempo em que o feudalismo atingia seu ponto culminante no século XII, várias cidades e vilas já se organizavam como focos de resistência. Nessas urbes se formara uma classe dirigente, a burguesia, que progressivamente conquistou uma variedade de privilégios, isenções e imunidades do senhores feudais, como o direito de formar associações e irmandades, milícias urbanas, empresas privadas, mas sobretudo o direito de governar as cidades de maneira relativamente autônoma através de Conselhos. Essa autonomia variou muito ao longo do tempo e conforme os costumes regionais, e em muitos casos os nobres nunca puderam ser completamente afastados da ingerência nos assuntos cívicos.

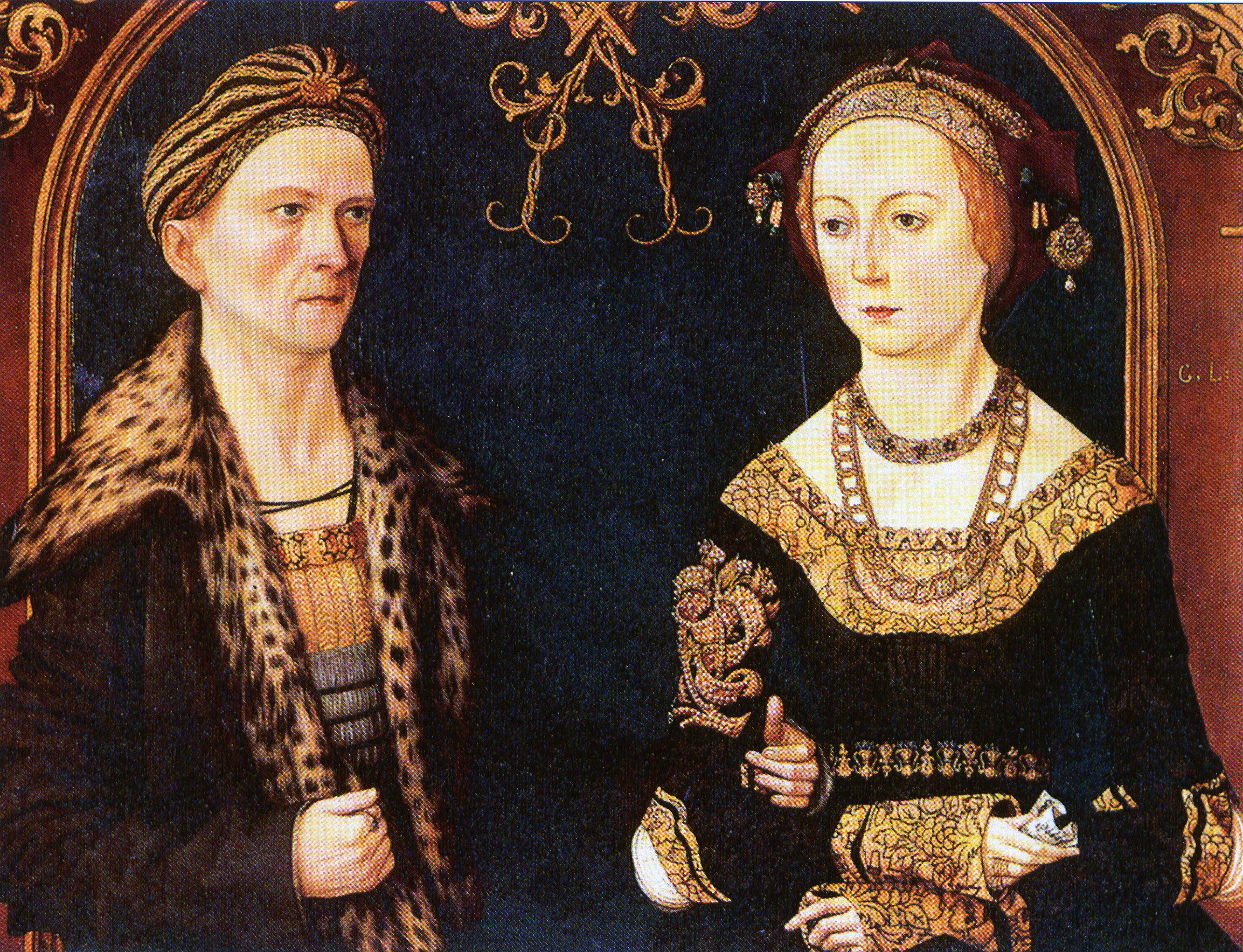
Retrato de Jakob Fugger (1459-1525), grande burguês de Augsburgo e o mais rico comerciante da Europa em sua geração, com sua esposa Sybille Artzt

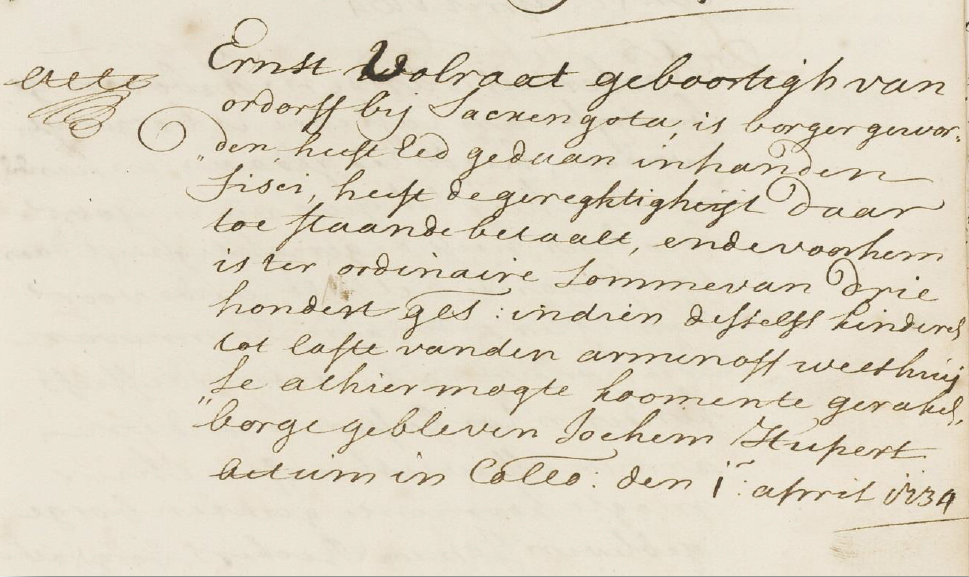
Registro de admissão de Ernst Volraat na burguesia de Breda, 1º de abril de 1734. Detalhe do Breda Poorterboek (Livro dos Burgueses de Breda)

Com o passar do tempo e o crescimento das cidades, o ingresso na burguesia, em suas origens um benefício extensível à maioria dos cidadãos livres com residência fixa e ofício estável, se tornou muito mais difícil e oneroso, exigindo um patrimônio considerável, tradição familiar consolidada e compromisso de dedicação aos interesses públicos, organizando as elites urbanas em sistemas de patriciado. Em vários locais o patriciado burguês assumiu um controle total do governo, a ponto de fundar repúblicas independentes ou cidades livres, que em alguns casos eventualmente evoluíram para Estados muito poderosos, a exemplo das repúblicas de Gênova e Países Baixos, subjugando completamente a antiga nobreza de seus territórios.
Com o grande enriquecimento de muitas das principais famílias burguesas da Europa entre os séculos XIII e XV, principalmente através do comércio, da indústria e da atividade bancária, os estratos mais baixos da burguesia foram sendo progressivamente afastados dos Conselhos e outras instâncias cívicas importantes, e o estrato superior passou a ser visto como uma nova classe de nobreza, a qual, salvo sua origem cívica e seus valores mais pragmáticos, já pouco se distinguia da nobreza tradicional. Desenvolviam uma intensa e importante atividade em múltiplas áreas, especialmente na política, direito, economia, administração, sociedade e cultura, bem como nas instituições religiosas, educativas e beneficentes. Monopolizavam os principais meios produtivos e as casas bancárias, e passaram a adotar hábitos e investir em capitais simbólicos típicos da nobreza militar, como a compra de feudos, castelos e títulos nobiliárquicos, uma vida de luxo ostensivo, a fabricação de genealogias míticas e o uso de brasões, e não tardou para que esse alto patriciado burguês criasse legislação para garantir sua perpetuação no poder e seus privilégios hereditários.
O processo de auto-legitimação da alta burguesia como nobreza incluiu a articulação de um discurso ideológico e um arcabouço jurídico autonomistas. Os grandes burgueses e patrícios haviam enriquecido principalmente no comércio, nas manufaturas, na indústria e nos bancos, atividades que eram consideradas desonrosas pela antiga nobreza feudal e militar. Para consolidar sua posição de nobres, esta elite trabalhou para dignificar a origem da sua riqueza, equiparava a posse de cultura e boa educação à atividade militar como fontes de honra, e se sustentava juridicamente pelo direito consuetudinário, fazendo com que costumes tradicionais de reconhecimento social típicos de cada cidade adquirissem força de lei. Por fim, foi estabelecido juridicamente que mereciam ser considerados nobres todos os indivíduos que detinham a capacidade de legislar, transformando ao mesmo tempo o acesso aos Conselhos um apanágio exclusivo e muitas vezes hereditário de famílias da alta burguesia. Contudo, permaneceu sempre uma tensão com a nobreza tradicional, que resistia em aceitar a equiparação de sua dignidade à de descendentes de artesãos e comerciantes.

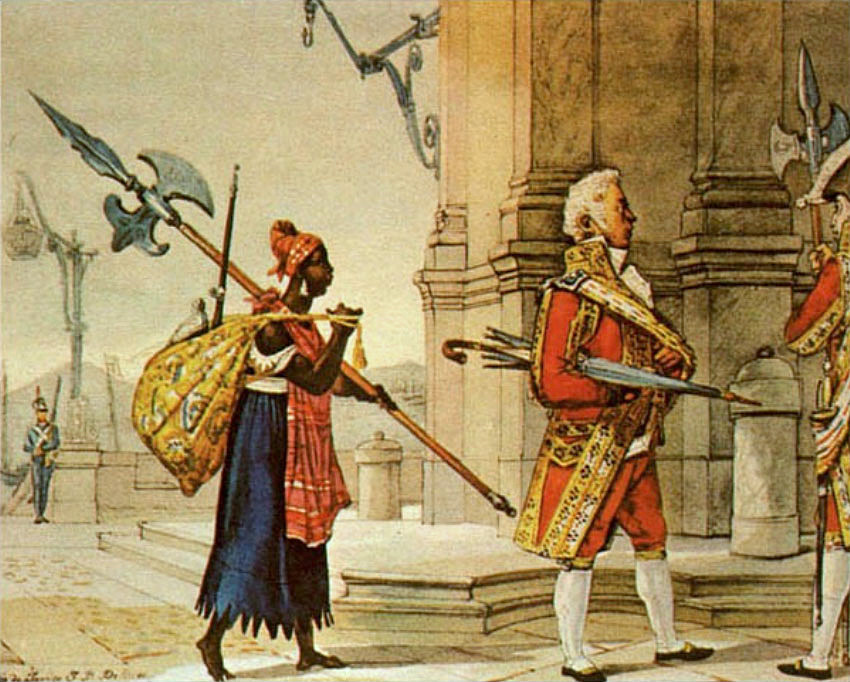
Um oficial da Corte brasileira e sua escrava retratados por Debret.

No Reino de Portugal havia uma classe de nobreza cívica que tinha algumas semelhanças com a nobreza burguesa e patrícia do centro da Europa mas era mais ampla, heterogênea, móvel e indefinida, sendo composta de doutores em medicina, direito (civil e canônico), teologia, filosofia e matemática, advogados, corretores das praças de comércio e comerciantes de grosso trato, beneméritos da Igreja, provedores de Santas Casas, oficiais da Corte, vereadores de cidades principais, deputados, juízes, ministros e outros magistrados, servidores públicos de vários tipos e oficiais militares. A classe da nobreza cívica como um todo era formalizada legalmente, mas as várias categorias que a compunham tinham regulamentação e critérios de reconhecimento pouco consistentes, variando conforme o local, e às vezes dependendo muito mais dos costumes sociais e da tradição política. Geralmente era um estatuto individual e não hereditário, e podia ser ainda apenas temporário, estando muitas vezes na dependência do desempenho de alguma função pública, e era perdido se após ou durante a carreira ou mandato o nobilitado desempenhasse ofício mecânico ou levasse vida indecorosa. Esta forma de nobreza perdurou em Portugal até 1826, quando foi abolida, mas foi reproduzida no Brasil colonial e se perpetuou ao longo do Império.

## Do Renascimento aos tempos recentes

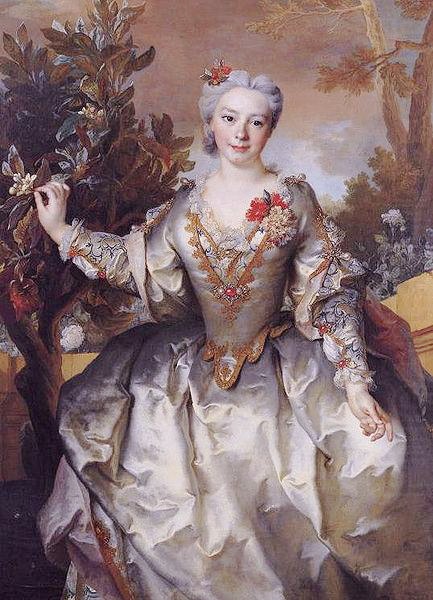
Retrato da marquesa francesa Louise Madeleine Bertin de Vaugien (1715-1793), por Nicolas de Largillière

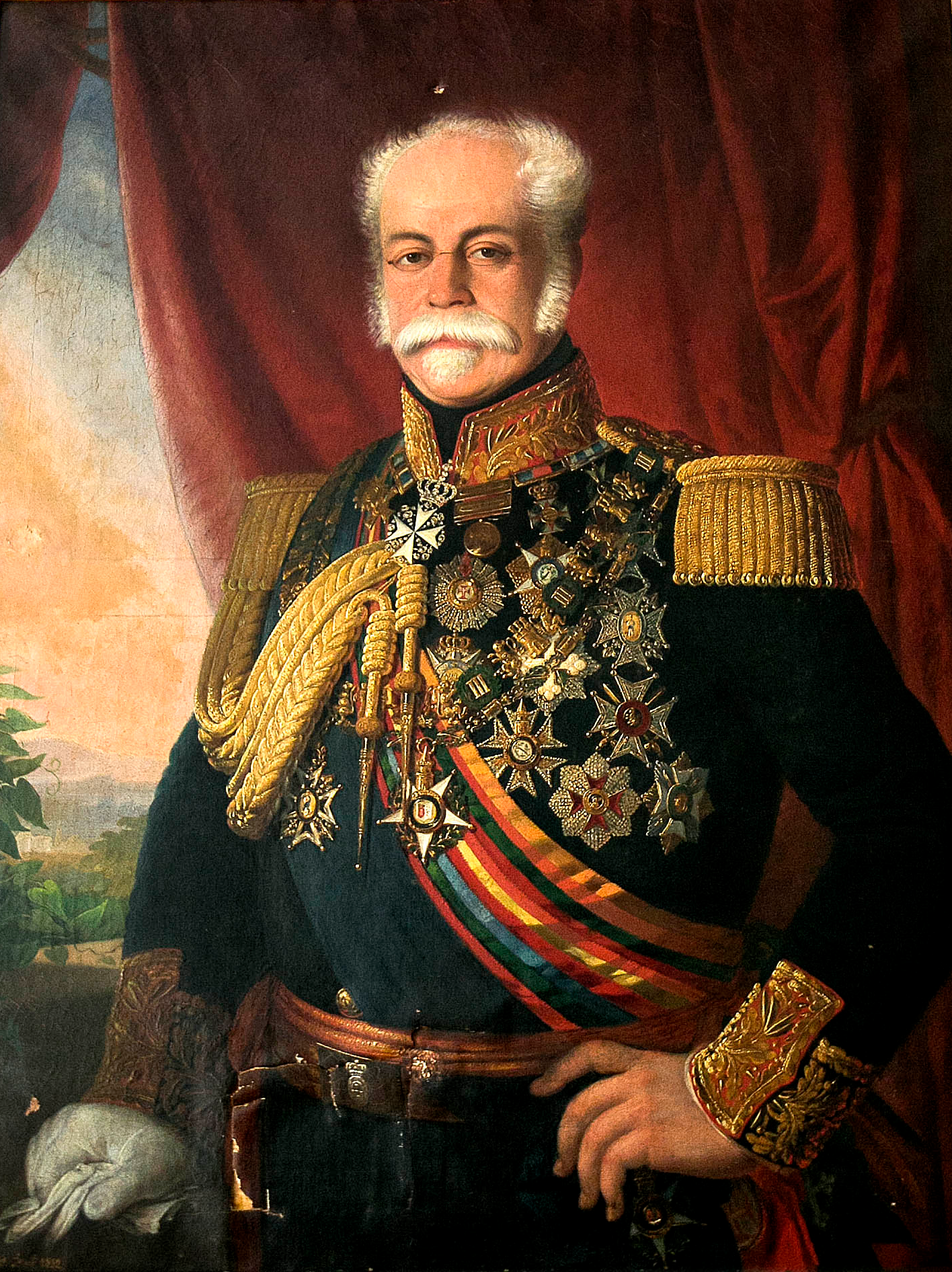
Retrato de João Carlos de Saldanha Oliveira e Daun, Duque de Saldanha, da nobreza portuguesa

Do Renascimento ao século XIX houve poucas modificações na essência da nobreza, mas nota-se um certo afastamento das funções militares e de governo à medida que as monarquias perdem seu caráter absoluto e se tornam constitucionais, e quanto ao patriciado cívico, este passa a se dedicar a atividades principalmente de natureza financeira, social e cultural, deixando um pouco de lado as diretamente produtivas, mas como ocorreu em todas as fases desta longa trajetória, costumes e contextos específicos determinaram variações importantes nas maneiras como as elites regionais evoluíram.
É de notar, porém, a influência do humanismo renascentista num refinamento do conceito, que passa a incluir o preparo intelectual, filosófico e artístico entre as virtudes honrosas e desejáveis, assim como habilidades tipicamente cortesãs de diplomacia, prudência e decoro, considerando indignas da nobreza as ocupações mecânicas. Duas influentes obras, em muitos aspectos totalmente antagônicas, sintetizam as duas principais tendências da elite renascentista: O Príncipe, de Maquiavel, e O Cortesão, de Baldassare Castiglione, o primeiro um manual pragmático e às vezes duramente cruel de como subir ao poder e lá permanecer, e o outro uma coleção de normas idealistas adequadas para a formação de um perfeito cavalheiro nos moldes humanistas. Ao mesmo tempo, a laicização da sociedade e a proliferação de uma classe de burocratas ligados à administração régia ou cívica, além de juristas e médicos, muitos deles enobrecidos por serviços prestados, contribuíram para formar uma cultura nobre nova, caracterizada pela civilidade e urbanidade, prestigiando os ofícios liberais, onde surge o conceito da "nobreza da toga", em oposição à antiga "nobreza da espada".
No século XVIII observou-se um esforço em muitos governos para definir com precisão os critérios de enobrecimento, reorganizar a classe e excluir das suas fileiras quem não pudesse atestar a nobreza com sólida documentação. A conquista da supremacia social pela burguesia capitalista no século XIX não significou o fim da nobreza, e de fato muitos críticos entendem alguns aspectos do período, pelo menos em algumas regiões europeias, como uma reação conservadora, onde uma alta burguesia composta maciçamente de novos-ricos absorve princípios e um estilo de vida da nobreza e esta se aferra em altos postos de comando e infunde o aparato estatal com seus valores. Contudo, com a derrocada da maioria das monarquias europeias no século XX e com a modernização mesmo dos Estados monárquicos, a nobreza passa a conservar um caráter mormente simbólico e honorífico, despojada da maioria dos seus antigos privilégios legais, embora muitos de seus membros ou descendentes ainda detenham uma notável riqueza, prestígio e projeção social e por isso exerçam muita influência em variados assuntos.
A nobreza continua a viver e existir como estamento social, mas sem o mesmo poderio de outrora. Sendo uma instituição oficial nas 44 monarquias da atualidade, e uma instituição de caráter privado nos países onde está extinta. Muitos de seus membros são políticos, artistas, banqueiros, grandes empresários, jet setters, etc. Outros preferem dedicar-se mais a gerir o patrimônio histórico-cultural herdado (nos casos em que o patrimônio familiar é conservado), como obras de arte, joias, hôtels particuliers, castelos, palácios, solares, propriedades rurais, relíquias familiares (que muitas vezes são relíquias que têm papel importante na história), etc. Os nobres da atualidade muitas vezes são retratados em meios de comunicação, mas, principalmente, nas revistas que cobrem a realeza e a nobreza, como Hola!, Point de Vue, Vanity Fair, Royalty, etc.

## Nobreza por nação
- Nobreza alemã
- Nobreza armena
- Nobreza austríaca
- Nobreza báltica
- Nobreza belga
- Nobreza boêmia
- Nobreza do Império do Brasil
- Nobreza do Reino Unido
- Nobreza chinesa
- Nobreza coreana
- Nobreza croata
- Nobreza da Dinamarca
- Nobreza da Espanha
- Nobreza finlandesa
- Nobreza da França
- Nobreza grega
- Nobreza húngara
- Nobreza da Itália
- Nobreza japonesa
- Nobreza polaca
- Nobreza norueguesa
- Nobreza neerlandesa
- Nobreza de Portugal
- Nobreza da Rússia
- Nobreza da Suécia
- Nobreza tailandesa